# Liste der Monuments historiques in Gorze
Die Liste der Monuments historiques in Gorze führt die Monuments historiques in der französischen Gemeinde Gorze auf.

## Liste der Bauwerke
| Bezeichnung        | Beschreibung | Standort                 | Kennzeichnung | Schutzstatus | Datum     | Bild           |
| ------------------ | --- | ------------------------ | ------------- | ------------ | --------- | -------------- |
| Abtei Gorze        | Kloster im 8. Jahrhundert gegründet, 1572 säkularisiert; Kirche St-Étienne (ehemalige Laienkirche), erstes Viertel des 13. Jahrhunderts | Place Beauvent (Lage)    | PA00106772    | Classé       | 1886      | weitere Bilder |
| Kapelle St-Clément | zwischen 1596 und 1603 erbaut; Wegekapelle, 1582; Croix aux Loups, 1607                                                                 | südlich des Ortes (Lage) | PA57000010    | Inscrit      | 1997      | weitere Bilder |
| Abtspalais         | von 1696 bis 1700 erbaut; einschließlich des Parks                                                                                      | Place du Château (Lage)  | PA00106773    | Classé       | 1932 2006 | weitere Bilder |

## Liste der Objekte
| Bezeichnung                                                            | Beschreibung | Standort                        | Kennzeichnung | Schutzstatus | Datum | Bild |
| ---------------------------------------------------------------------- | --- | ------------------------------- | ------------- | ------------ | ----- | ---- |
| Gemälde Porträt von Philipp Eberhard von Löwenstein-Wertheim-Rochefort | Ölfarbe auf Leinwand, vergoldeter Holzrahmen, um 1700                                                                    | im Pfarrhaus (Lage)             | PM57000075    | Classé       | 1982  |      |
| Wandvertäfelung                                                        | einschließlich zwei Kredenzen und sechs Gemälden; Eichenholz, teilweise vergoldet, Ölfarbe auf Leinwand und Marmor, 1747 | in der Kirche St-Étienne (Lage) | PM57000074    | Classé       | 1974  |      |